# Somewhere
Somewhere – utwór muzyczny z roku 1956, pochodzący z musicalu West Side Story, który trafił na deski Broadwayu w 1957 roku. Kompozytorem dzieła jest Leonard Bernstein, natomiast autorem tekstu jest Stephen Sondheim. Producentem nagrania jest Goddard Lieberson. Fragment melodii kompozycji zapożyczony jest z V koncertu fortepianowego Beethovena. Także dłuższa fraza z „Somewhere”, wzoruje się na Jeziorze łabędzim Piotra Czajkowskiego.

## Historia
„Somewhere” pojawia się w drugim akcie musicalu, które wykonywane jest przez Reri Grist, wcielającą się w bohaterkę Consuelo. W 1957 roku pojawiło się na albumie zawierającym utwory wykorzystane w musicalu, a także w filmowej wersji produkcji z 1961 roku.

## Inne wersje
Od lat 60. utwór został nagrany przez wielu artystów. Wersja, jaką w 1964 roku przedstawił P.J. Proby, okazała się przebojem. Singiel dotarł do miejsca 6. brytyjskiego zestawienia. Rok później po „Somewhere” sięgnęło żeńskie trio The Supremes, choć ich wersja ujrzała światło dzienne dopiero w 2004 roku. Barbra Streisand nagrała utwór w 1985 roku, który został zamieszczony na jej płycie The Broadway Album. Piosenka została wydana jako pierwszy singiel promujący płytę, często pojawiając się w koncertowym repertuarze Streisand. W latach 90. piosenkę nagrał Phil Collins, a także duet Pet Shop Boys, których wersja znalazła się na dodatkowym krążku albumu Bilingual.